# Hérésie (album d'AqME)
Albums de AqME
Live(s)
(2006) En l'honneur de Jupiter
(2009)
Hérésie est le quatrième album studio du groupe de rock alternatif français AqME, sorti en 2008.

Il s'agit du dernier album studio avec Benjamin Rubin à la guitare.

## Liste des titres
1. Hérésie - 1:52
2. Uniformes - 3:23
3. Lourd sacrifice - 4:27
4. Un goût amer - 3:50
5. Karma & nicotine - 2:58
6. Les enfers - 3:15
7. En saga om livet (« Une histoire sur la vie » en suédois) - 4:05
8. Romance mathématique - 4:26
9. Casser/détruire - 2:56
10. 312 - 4:56
11. A.M: un jour de pluie - 7:20
12. Triskaïdékaphobie - 4:12
  - Piste bonus édition limitée :
13. Utilisation de la synthèse additive - 3:33

## Crédits
- Thomas Thirrion — chant
- Benjamin Rubin — guitare
- Charlotte Poiget— basse
- Etienne Sarthou — batterie